# 사격병

1차대전 때 육군 사격병 계급장.

2차대전 때 친위대 사격병 계급장.

사격병(독일어: Schütze)은 독일의 군사 계급이다. 제1차 세계 대전 때는 기관총 사수의 최하위 계급을 가리켰으나, 제2차 세계 대전 때는 국방군의 이등병에 해당하는 친위대 대원 계급으로 사용되었다.